# Diakonie Písek
Diakonie ČCE – středisko Blanka (Diakonie Písek) je jedním ze středisek Diakonie Českobratrské církve evangelické. Funguje od roku 1992 a poskytuje služby především pro seniory.

## Historie

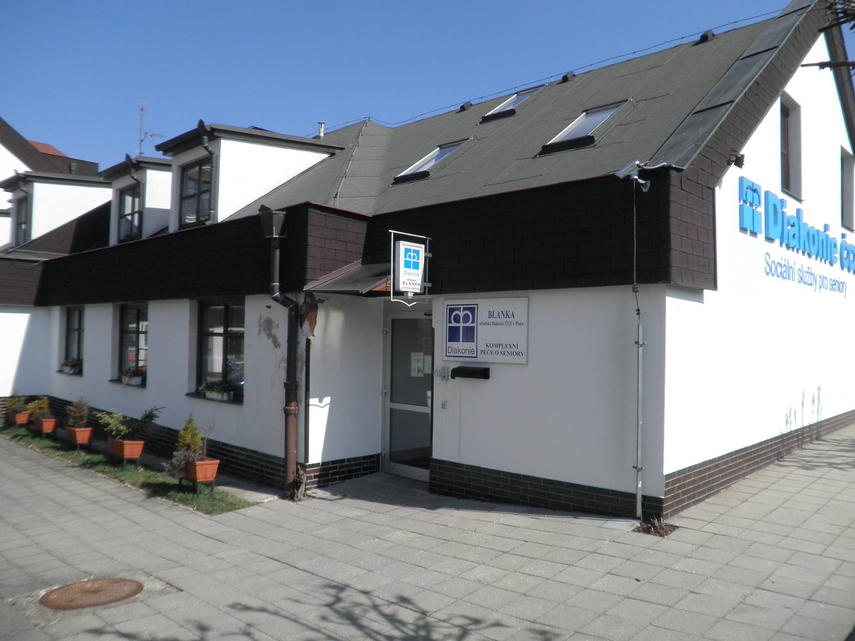
Diakonie Písek

Samostatné středisko bylo založeno v roce 1992, kdy pracovníci Diakonie a Charity začali v kostelnickém domku sboru ČCE společně provozovat Dům charitativní služby, kde poskytovali pečovatelskou a ošetřovatelskou službu. Od roku 1994 přibyla další služba - Městský stacionář, denní odlehčovací služba pro seniory a pro zdravotně postižené, která byla jako první v republice provozována nepřetržitě. V roce 1998 byla kapacita střediska navýšena díky půdní vestavbě nad stacionářem. Později byl rozšířen i rozsah poskytovaných služby, a to pro cílovou skupinu osoby s demencí a Alzheimerovou chorobou. V roce 2002 zahájil provoz domov se zvláštním režimem Vážka. Aktivity se rozšířily rovněž na poskytování péče s hospicovými prvky, což bylo podpořeno i vybudováním rodinného pokoje pro doprovázení příbuzných (2014). V roce 2009 bylo vybudováno i ergoterapeutické a volnočasové centrum, pro pracovníky vznikla místnost pro školení. V roce 2013 se středisko zapojilo do celostátního projektu Pomáháme pečovat, který podporuje laické pečující.

## Poskytované služby

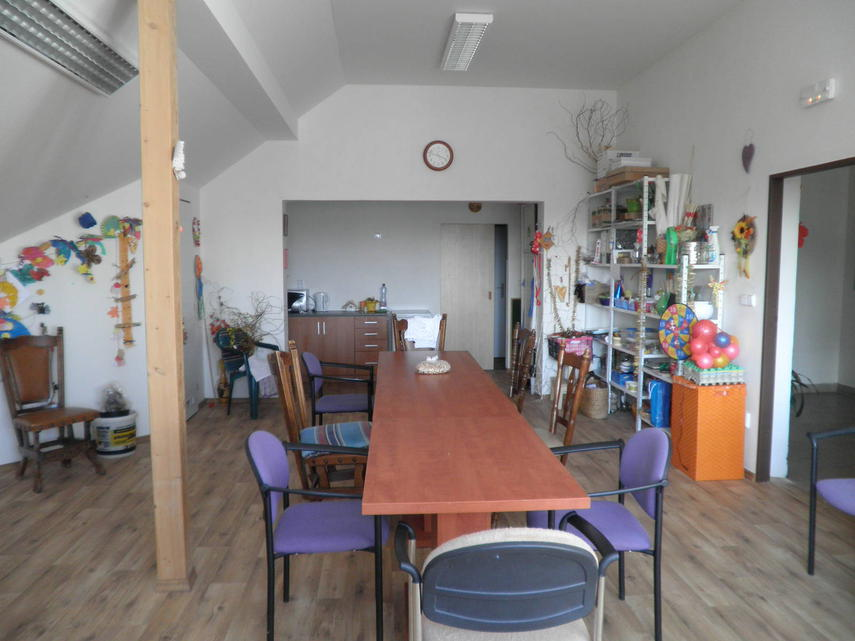
Diakonie Písek

V roce 2016 poskytovalo středisko 4 sociální a zdravotní služby, a to především pro seniory a lidi s demencí:
- Domov pro seniory
- Domov se zvláštním režimem
- Terénní pečovatelská služba
- Domácí ošetřovatelská služba